# Розеноксид
Розеноксид, [2-(2-метил-1-пропенил)-4-метилтетрагидропиран], C10H18O — циклический эфир, относящийся к душистым веществам.

## Свойства
Розеноксид — бесцветная подвижная жидкость, обладающая сильным запахом герани, зелени и розы. Существует в виде цис- и транс-изомеров.
Растворим в этаноле, эфирных маслах. В воде нерастворим. На воздухе не окисляется.

## Нахождение в природе
Содержится в розовом, гераниевом и некоторых других эфирных маслах, преимущественно в виде цис-изомера.

## Получение
Синтез розеноксида осуществляется окислением цитронеллола с последующим восстановлением и циклизацией под действием кислот.

## Применение
Розеноксид используется как компонент парфюмерных композиций, искусственных эфирных масел и пищевых ароматизаторов, а также как отдушка для мыла. Запах розеноксида привлекает некоторых насекомых.